# Loggia del Grano

La Loggia del Grano de Florence  se trouve à l'angle de la  Via de' Neri et de la  Via dei Castellani, derrière les Uffizi et proche de la Piazza della Signoria.

## Histoire
Commanditée en 1619 auprès de l'architecte Giulio Parigi par le Grand-duc Cosme II de Médicis, comme marché au grain (Grano), sa destinée est similaire à celle d'Orsanmichele : les étages supérieurs servaient d'entrepôt au stockage des céréales pour les famines prévisibles et sa destination changea plusieurs fois de genre les siècles suivants.
Le buste de Cosme II, posé au centre de l'arche centrale du côté via de' Neri est l'œuvre de  Chiarissimo Fancelli, auteur de la fontaine La Fontana del Mascherone avec le macaron à l'angle de la construction, inspirée  de la Fontana dello Sprone en Oltrarno.
En 1690, la loggia perd son rôle de grenier en faveur du nouveau  Granaio dell'Abbondanza dans l'Oltrarno, subit souvent des transformations et change de destination, elle devient même un atelier d'imprimerie et fut le siège de la rédaction du journal le Moniteur toscan.
Englobée dans un palais de dimensions plus grandes dans la seconde moitié du XIXe siècle, un théâtre s'y installe, dirigé par le comédien Tommaso Salviati et devient delle Logge. En 1910, elle se transforme en théâtre de variétés nommé Folies Bergère, ensuite, en 1935, en cinéma Varietà Imperial, restructuré vers 1950 par l'architecte Nello Baroni lorsqu'il changea le nom en Cinema Edison puis Capitol. Fermé ensuite, sa destination devient problématique et dans les années 1990 s'y installe un marché ethnique.
Aujourd'hui c'est un bar-restaurant accessible directement du côté de la sortie des visites des Offices, malgré la relégation du projet d'Arata Isozaki que de nombreuses polémiques avaient éveillée.

## Galerie

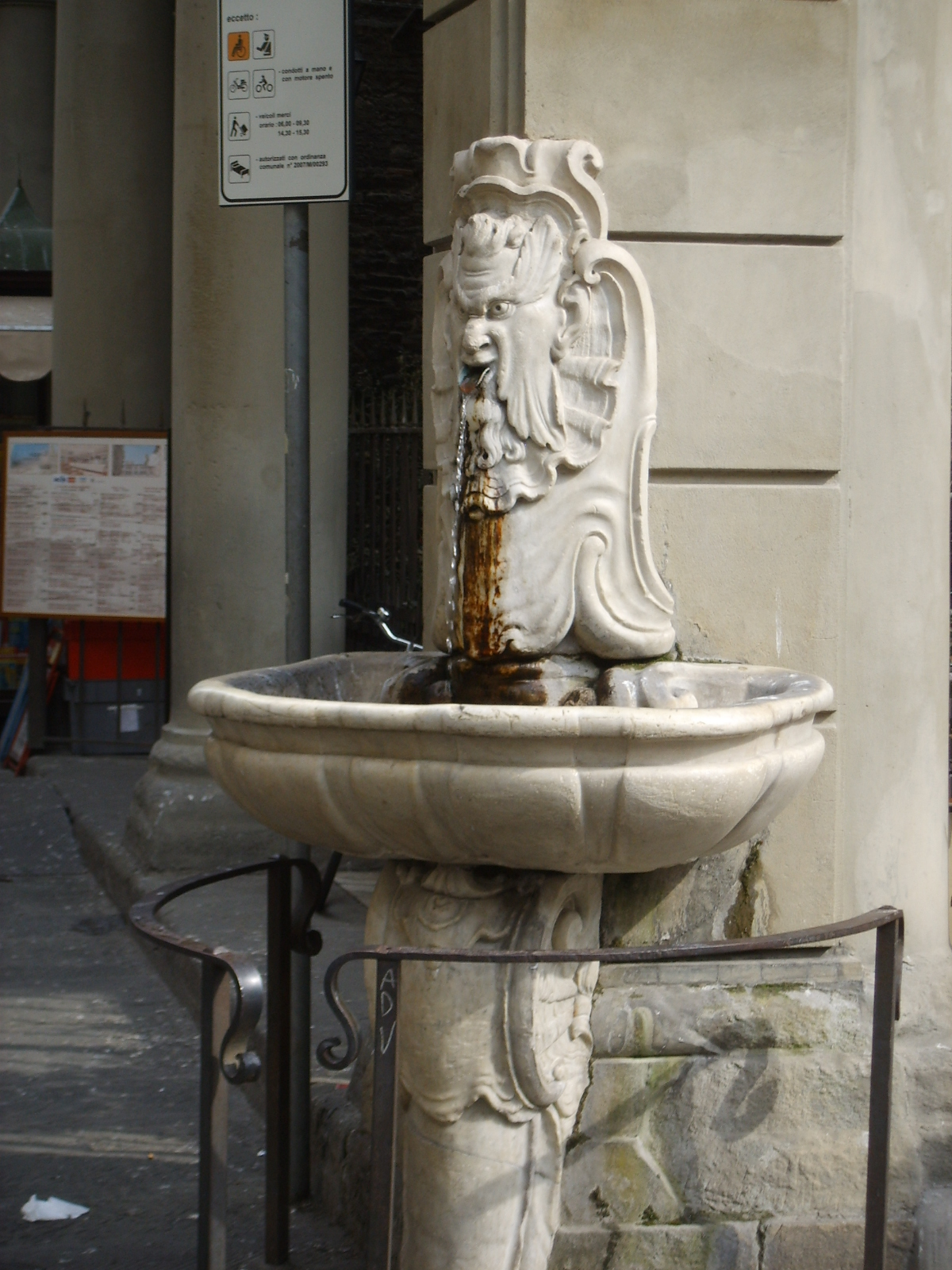
Fontaine  del Mascherone
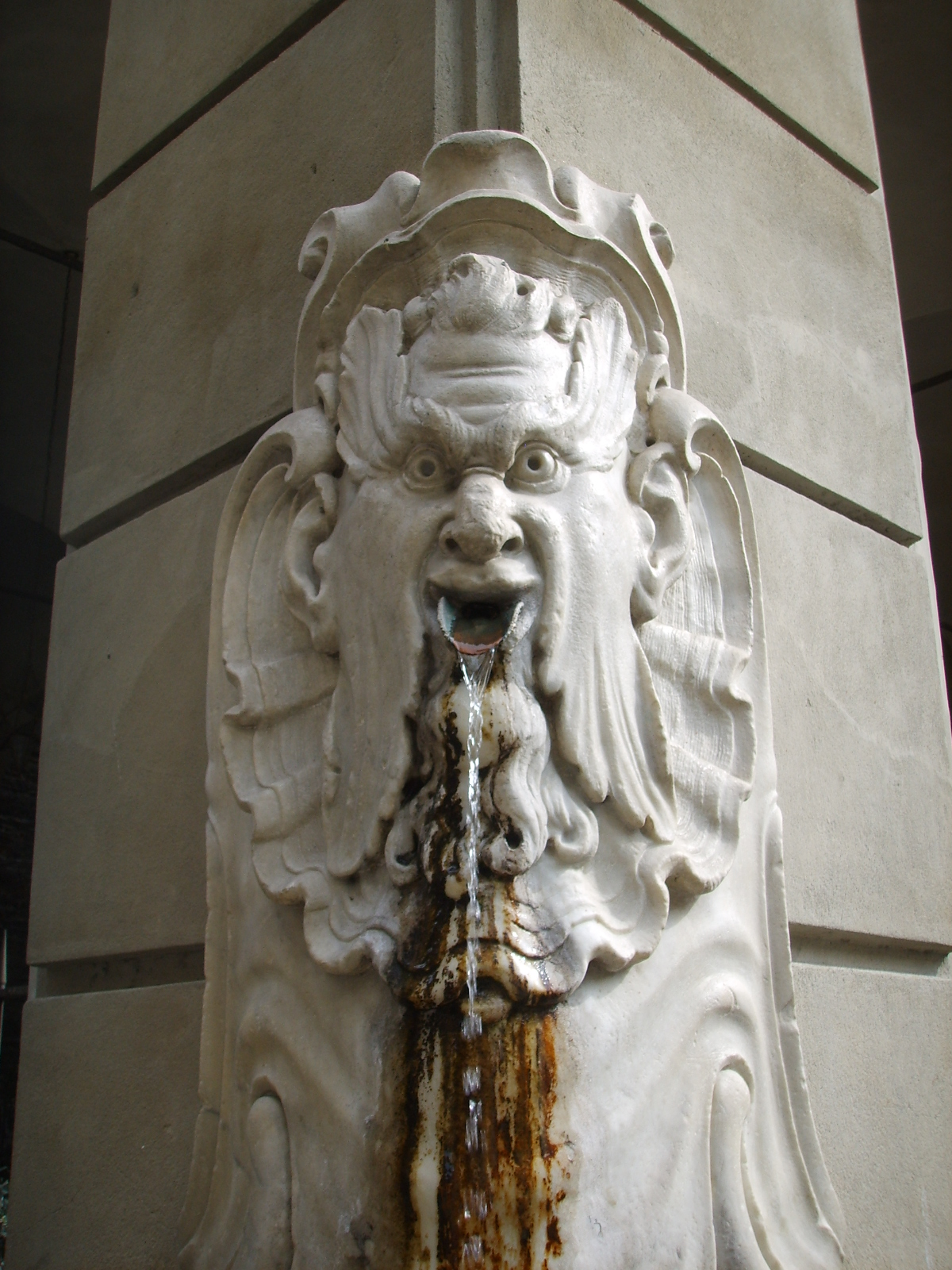
Fontaine -  détail
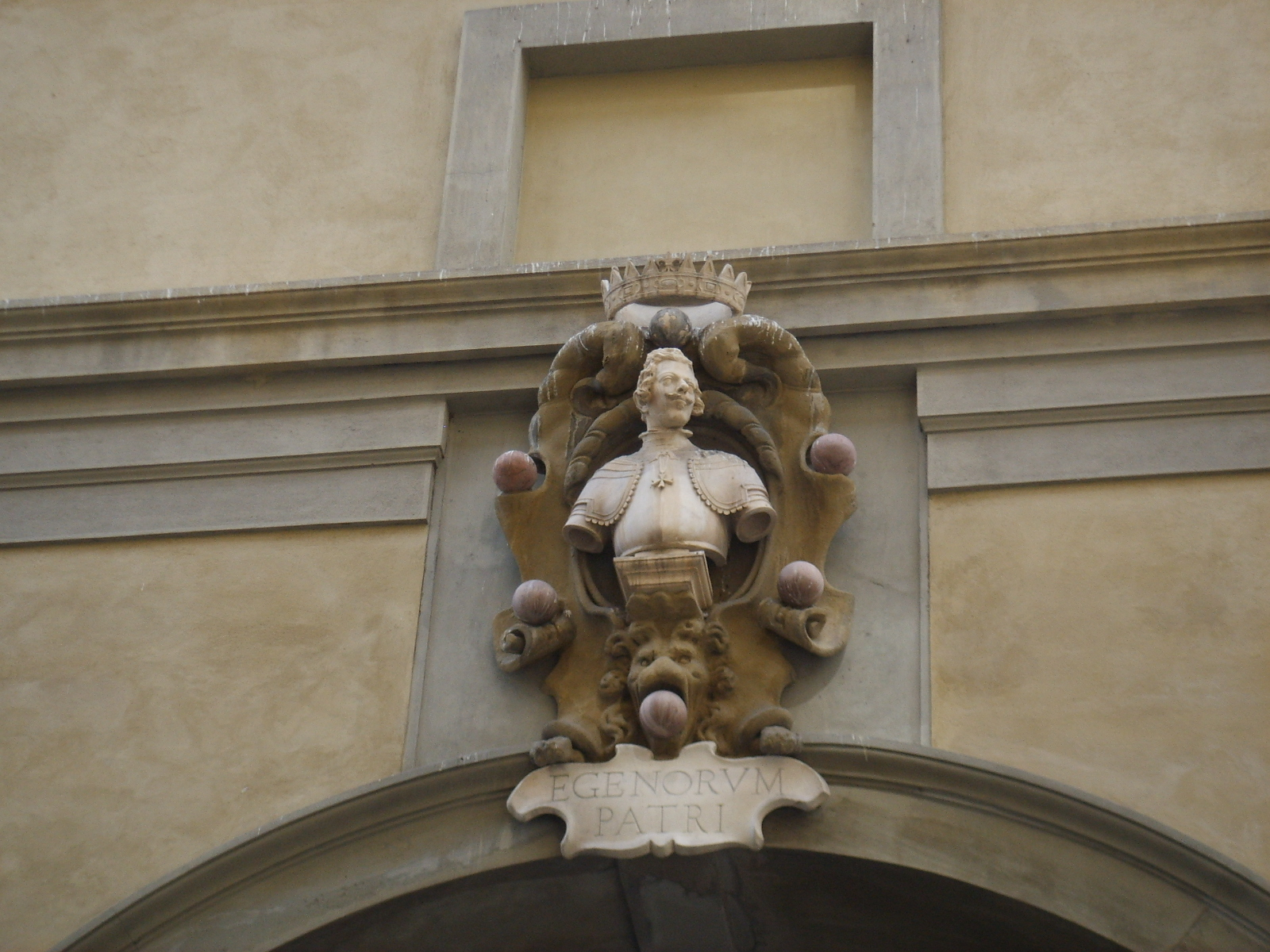
Buste de Cosme III